# STS-77
La STS-77 è una missione spaziale del Programma Space Shuttle.

## Equipaggio
- John H. Casper (4) - Comandante
- Curtis Brown (3) - Pilota
- Andy Thomas (1) - Specialista di missione
- Daniel W. Bursch (3) - Specialista di missione
- Mario Runco, Jr. (3) - Specialista di missione
- Marc Garneau (2) - Specialista di missione

Tra parentesi il numero di voli spaziali completati da ogni membro dell'equipaggio, inclusa questa missione.

## Parametri della missione
- Massa:
  - Navetta al lancio: 115.456 kg
  - Navetta al rientro: 92.701 kg
  - Carico utile: 12.233 kg
- Perigeo: 278 km
- Apogeo: 287 km
- Inclinazione orbitale: 39.0°
- Periodo: 1 ora, 30 minuti, 5 secondi